# テレメア
Template:Infobox cheese
テレメア(Telemea)は、伝統的に羊乳から作られるルーマニアのチーズである。現在では、牛乳やヤギ乳、水牛乳で作られたチーズも指す言葉となっている。

## 概要
ギリシアのフェタに似るが、トルコのテレメやブルガリアまたはマケドニアのシレネ、セルビアのSir等とも同様に、テレメアは水分量が多く、柔らかくクリーミーな食感で、後味に酸味がある。また、このチーズをさらに熟成させることもあり、熟成させると、よりクリスピーになり、風味や塩味が増す。スパイシーなナッツ様の風味を与えるため、クミンシードが加えられることもある。スナック用のテーブルチーズやサラダの材料、またオムレツ、パラチンタ等の様々な料理にも用いられる。

## 製造
テレメアを作る際には、牛乳にレンネットを加え、凝固させる。一般的には牛乳や羊乳が用いられ、ヤギ乳や水牛乳で作ったものは珍味とされる。生成したカードを取り除き、チーズクロスに包んで、一晩重しを乗せた後、正方形に切り分け、食塩水中で熟成させる。塩水中で数週間保存したフレッシュなチーズは、カシュと呼ばれる。その後、チーズは、putiniと呼ばれる木製の樽で保存される。より濃度の高い食塩水中で一冬保存した場合は、水で洗って食塩を落としてから食べる。

## 認証
2004年から、テレメアはブルガリアの伝統的特産品保護製品の認証を目指しており、以下の種類がPDOまたはPGIラベルの取得を求めている。
- Telemea de Argeș
- Telemea de Brașov
- Telemea de Carei
- Telemea de Harghita
- Telemea de Huedin
- Telemea de Ibănești (PDO)[4]
- Telemea de w:Nucet
- Telemea de Oaş
- Telemea de Sibiu (PGI)
- Telemea de Vâlcea

2017年、欧州連合は、Telemea de Ibăneștiに保護原産地呼称、続いて2019年にTelemea de Sibiuに地理的表示保護の認証を与えた。